# Những người khốn khổ (phim 2012)
Những người khốn khổ (tựa gốc: Les Misérables) là một bộ phim nhạc kịch, sử thi, lãng mạn năm 2012 của nước Pháp được sản xuất bởi Working Title Films và do công ty con Universal Pictures phân phối. Bộ phim được Tom Hooper - vị đạo diễn từng nhận giải Oscar cho The King's Speech chỉ đạo nghệ thuật dựa trên tác phẩm văn học kinh điển của đại văn hào người Pháp Victor Hugo cùng với vở nhạc kịch cùng tên của hai nhạc sĩ Alain Boublil và Claude-Michel Schönberg. Les Misérables quy tụ dàn diễn viên xuất sắc và nổi tiếng của Hollywood tham gia, trong đó có Hugh Jackman, Russell Crowe, Anne Hathaway, Amanda Seyfried. Đây là bộ phim nhạc kịch đột phá nhất trong lịch sử điện ảnh vì đã lột tả được hết những giá trị kinh điển trong bức tranh xã hội Pháp đầy rắc rối lúc bấy giờ.
Lấy bối cảnh nước Pháp hơn hai thập kỷ đầu thế kỷ 19 kể từ khi Napoleon I lên ngôi, Les Misérables kể về một câu chuyện cảm động của những giấc mơ tan vỡ, của tình yêu không được đáp trả, niềm đam mê, sự hy sinh và chuộc tội. Bộ phim là một minh chứng trường tồn theo năm tháng kể lại hành trình tồn tại của tinh thần con người. Nhân vật chính trong tác phẩm là Jean Valjean - một cựu tù nhân khổ sai đang cố chuộc lại lỗi lầm trong quá khứ để khẳng định bản chất lương thiện cuối cùng trở thành thị trưởng của một thị trấn ở Pháp và cũng là chủ sở hữu một nhà máy may ở thành phố đó. Tuy nhiên, Jean Valjean luôn phải trốn chạy sự săn đuổi của Javert - tay thanh tra tàn nhẫn luôn lấy luật pháp làm kim chỉ nam trong cuộc đời để thi hành công lý. Một trong những công nhân trong nhà máy - nàng Fantine đã đổ lỗi cho Jean Valjean cũng chỉ vì anh mà cô đã lún sâu vào con đường mại dâm để kiếm tiền nuôi con. Khi Fantine chết vì bệnh lao phổi, Jean Valjean cảm thấy mình phải có trách nhiệm cưu mang cô con gái ngoài giá thú của nàng - Cosette, mặc dù anh vẫn đang sống lén lút để thoát khỏi sự truy lùng gắt gao của Javert. Năm tháng dần trôi, khi Cosette đã trở thành một thiếu nữ xinh đẹp thì cũng là lúc đất nước Pháp đang lâm vào cuộc khủng hoảng chính trị sâu sắc, đỉnh điểm cao trào là cuộc nổi dậy của những nhân dân cần lao thuộc đảng cộng hòa ở Paris năm 1832.
Les Misérables dựa trên vở nhạc kịch sân khấu bắt đầu vào cuối những năm 1980. Sau buổi hòa nhạc kỷ niệm lần thứ 25 kể từ khi ra mắt vở nhạc kịch này trong tháng 10 năm 2010, Cameron Mackintosh - nhà sản xuất của bộ phim Nhớ Sài Gòn và Bóng ma trong nhà hát cho biết rằng bộ phim tiếp tục đang trên đà tiến triển. Đạo diễn Hooper và nhà văn Nicholson tiếp nhận dự án trong tháng 3 năm 2011 và các nhân vật chính đã được lựa chọn vào năm 2011. Việc bấm máy khởi quay bắt đầu vào tháng 3 năm 2012, diễn ra tại rất nhiều địa điểm khác nhau ở Vương quốc Anh, trong đó có Greenwich, Luân Đôn, Chatham, Winchester và Portsmouth cũng như tại xã Gourdon miền đông nam nước Pháp.
Les Misérables được công chiếu lần đầu tiên tại Luân Đôn vào ngày 5 tháng 12 năm 2012 và ra mắt ngày 25 tháng 12 năm 2012 tại Hoa Kỳ, 26 tháng 12 năm 2012 tại Úc, 11 tháng 1 năm 2013 tại Vương quốc Anh cũng như vào ngày 11 tháng 1 trong cùng năm tại Việt Nam.
Bộ phim nhận được nhiều lời bình luận khác nhau, nhưng phần lớn đều là những đánh giá tích cực, nhiều nhà phê bình khen ngợi các diễn viên Jackman, Hathaway, Redmayne và Barks về trình độ và khả năng nhập vai xuất sắc của họ, tạp chí Time đã phải thốt lên rằng "đây là một bộ phim nhạc kịch kiểu mới" vì toàn bộ dàn diễn viên được yêu cầu phải hát trực tiếp trong quá trình quay, micro giấu trong trang phục và phần đệm của dàn nhạc lên tới 70 người chỉ được thêm vào bộ phim sau khi đã quay xong. Les Misérables đồng thời cũng giành được rất nhiều giải thưởng điện ảnh lớn nhỏ khác nhau, trong đó có ba giải quả cầu vàng ở hạng mục Phim ca nhạc hoặc phim hài hay nhất, Nam diễn viên phim ca nhạc hoặc phim hài xuất sắc nhất cho Jackman và Nữ diễn viên điện ảnh phụ xuất sắc nhất dành cho Hathaway, bốn giải BAFTA trong đó Hathaway giành được một giải ở hạng mục Nữ diễn viên phụ xuất sắc nhất. Bên cạnh đó, phim còn nhận được tám đề cử giải Oscar trong đó được đề cử hạng mục Phim xuất sắc nhất (vở nhạc kịch đầu tiên được đề cử kể từ khi Chicago chiến thắng cùng hạng mục vào năm 2002), Nam diễn viên chính xuất sắc nhất cho Jackman và giành được ba giải là Âm thanh hay nhất, Hóa trang xuất sắc nhất và Nữ diễn viên phụ xuất sắc nhất dành cho Hathaway.

## Cốt truyện
Câu chuyện về Jean Valjean, người cựu tù khổ sai, người đang cố gắng sống vì một xã hội tốt đẹp nhưng lại không thể thoát khỏi quá khứ của mình. Sau 19 năm ngồi tù với số tù 24601 vì ăn cắp một mẩu bánh mì cho con của người chị gái, người nông dân Jean Valjean được thả. Tuy nhiên anh phải mang theo giấy thông hành vàng, dấu hiệu cho thấy người mang nó từng phạm tội, vì vậy Jean bị chủ quán trọ từ chối và buộc phải ngủ ngoài đường. May cho anh là giám mục Myriel, một người nổi tiếng hay làm từ thiện đã cho Jean Valjean một chỗ nương náu. Khi mọi người đã ngủ, Jean lại ăn cắp mấy thứ đồ bạc của giám mục và chạy trốn, anh bị bắt lại sau đó nhưng lại được ông Myriel cứu thoát khi nói với cảnh sát rằng đó là đồ ông tặng cho Valjean. Khi chia tay vị giám mục già nói với Jean Valjean rằng anh nhất định phải trở thành một người lương thiện và làm nhiều việc tốt cho mọi người.
8 năm sau Valjean, nay mang tên ông Madeleine, đã trở thành một chủ xưởng giàu có và là thị trưởng thành phố nhỏ nơi ông sinh sống, Valjean phải mang tên giả để tránh sự phát hiện của thanh tra Javert vẫn đang truy tìm ông ráo riết. Trong xưởng của ông có rất nhiều công nhân, trong đó có Fantine. Cô thường xuyên bị người quản đốc dòm ngó. Trong một lần trêu đùa, người công nhân khác tình cờ đọc một lá thư của cô, cô bị quy tội là một cô gái lẳng lơ khi không chồng mà có con. Vì lý do vô lý này mà tên quản đốc đã đuổi cô ra khỏi xưởng làm việc. Lại nói về Jean, số phận buộc Valjean phải để lộ danh tính của mình khi một người đàn ông khác bị nhầm là Jean Valjean và bị bắt đưa ra tòa. Cùng lúc này, Valjean gặp lại Fantine, đang hấp hối vì bệnh lao sau khi bị đuổi việc khỏi công xưởng của ông và buộc phải làm nghề mại dâm để có tiền nuôi con gái Cosette đang phải sống với gia đình nhà Thénardier độc ác. Trước khi Fantine chết, Valjean hứa với cô sẽ chăm sóc Cosette cẩn thận, ông trả tiền cho lão chủ quán trọ Thénardier để giải phóng cho Cosette và cùng cô bé chạy trốn lên Paris khỏi sự truy đuổi của Javert. Ở Paris, hai người trú trong một nhà tu kín mà Javert không được quyền khám xét, vì vậy họ tạm thoát khỏi sự truy lùng gắt gao của viên thanh tra.
9 năm sau, sau cái chết của tướng Lamarque, người duy nhất trong giới lãnh đạo Pháp có cảm tình với giai cấp lao động, nhóm sinh viên đứng đầu là Enjolras tức giận với chế độ đã chuẩn bị cho một cuộc cách mạng vào đêm ngày mùng 5, rạng sáng mùng 6 tháng 6 năm 1832. Cuộc cách mạng cũng có sự tham gia của những người nghèo khổ, trong đó có cậu bé lang thang Gavroche. Một trong những người tham gia cách mạng là Marius Pontmercy- một sinh viên bị gia đình xa lánh vì quan điểm quyền tự do của mình- đã đem lòng yêu Cosette, bây giờ đã trở thành một thiếu nữ hết sức xinh đẹp. Gia đình nhà Thénardier cũng đã chuyển tới Paris, trở thành những kẻ lang thang trộm cắp. Sau khi thỏa thuận với Javert về việc giao nộp Vanjean cho hắn, bọn chúng đã tìm cách đột nhập nhà của Valjean trong khi Marius đang đến thăm Cosette. Tuy nhiên con gái của Thénardier là Éponine cũng đã đem lòng yêu Marius và cô đã thuyết phục bọn họ rời khỏi đó.
Ngày hôm sau cuộc cách mạng nổ ra, những sinh viên bắt đầu dựng chiến lũy trên những con phố hẹp ở Paris. Javert đã trà trộn vào hàng ngũ sinh viên nhưng bị Gavroche phát hiện và Enjolras đã bắt giữ hắn. Khi biết người yêu của Cosette cũng tham gia nổi dậy, Valjean đã gia nhập với họ, bởi vì ông muốn bảo vệ Marius. Éponine cũng đứng vào hàng ngũ khởi nghĩa để bảo vệ Marius và cô đã chết hạnh phúc trên tay Marius sau khi hứng một viên đạn thay anh. Trong trận chiến tiếp theo, Valjean cứu sống Javert khỏi tay những người sinh viên và để viên thanh tra đi. Ông cũng cứu được Marius khi đó đã bị thương, nhưng tất cả những người khác, kể cả Enjolras và Gavroche đều đã bị giết. Valjean vác theo Marius chạy trốn theo những đường cống ngầm ở Paris. Khi ra đến miệng cống ông chạm trán Javert, ông cố gắng thuyết phục Javert cho mình thời gian để trả Marius về gia đình của anh. Javert đồng ý đề nghị của Jean và nhận ra rằng ông ta đang bị kẹt giữa niềm tin vào luật pháp và niềm tin vào lòng tốt của con người mà Valjean đã cho viên thanh tra thấy, Javert cũng hiểu rằng ông không bao giờ có thể nộp Valjean cho chính quyền được nữa. Không thể chịu đựng nổi tình trạng khó xử này, Javert nhảy xuống sông Seine tự vẫn.
Marius và Cosette cưới nhau. Trước lễ cưới, Valjean đã kể hết cho Marius về quá khứ của mình. Ông quyết định bỏ đi mà không hề cho Cosette hay biết. Trong lễ cưới, vợ chồng Thénardier cải trang và trà trộn thành những người quý tộc để trộm cắp. Tuy nhiên, bọn chúng bị Marius phát hiện và yêu cầu rời khỏi lễ cưới. Gia đình Thénardier vô tình tiết lộ về việc Valjean đang sống trong một thánh đường và yêu cầu Marius phải cho chúng một khoản tiền nếu muốn việc này không đến tai cảnh sát. Họ nhanh chóng chạy thật nhanh dến nhà thờ nơi Valjean sống, lúc này ông đang hấp hối, Marius lúc này mới nhận ra được lòng tốt của ông và ông chính là người dã cứu sống anh trong thời khắc trên chiến trường. Ông rất hạnh phúc khi ở bên là đứa con gái nuôi yêu quý và con rể. Ông nói với họ rằng ông rất yêu quý họ và đưa cho Cosette một lá thư. Ông dặn rằng lá thư này kể về cuộc đời của ông trước khi nhận nuôi cô và cô chỉ được mở ra khi ông nhắm mắt. Bỗng ông nghe thấy tiếng hát vang vọng của Fantine, cô đang đến để đưa ông về với chúa, sau đó Valjean qua đời.
Bộ phim kết thúc bằng hình ảnh hết sức hào hùng của tất cả những người đã ngã xuống trong toàn bộ câu chuyện. Tất cả họ cùng hát với một ý chí quyết tâm trên một bức tường thành vĩ đại dựng lên bằng tất cả vật dụng trong gia đình. Họ nhìn về phía trước, lá cờ đỏ phấp phới đầy niềm tự hào.

## Diễn viên

Dàn diễn viên chủ yếu của Les Misérables trong các tấm áp phích quảng cáo của bộ phim. (Từ trên xuống, trái sang phải là Hugh Jackman, Russell Crowe, Anne Hathaway, Amanda Seyfried và Eddie Redmayne, Samantha Barks, Sacha Baron Cohen và Helena Bonham Carter). Tấp áp phích của bộ phim là cô bé Isabelle Allen vào vai Cosette lúc nhỏ.

- Hugh Jackman - nam diễn viên từng giành giải Tony (giải thưởng cao quý nhất trong bộ môn nhạc kịch, tương đương với giải Oscar của điện ảnh) cho vở The Boy from Oz vào vai Jean Valjean (hay Madeleine) - một anh thanh niên được thả ra tù từ tỉnh Toulon sau 19 năm song sắt chỉ vì ăn cắp một miếng bánh mì nhỏ đem về cho các con của chị gái góa chồng đang chết đói và sau đó là tội vượt ngục.[15] Vào khoảng tháng 6 năm 2011, Jackman gặp gỡ nhà sản xuất Cameron Mackintosh thử giọng cho vai diễn tại thành phố New York.[16] Vì muốn nhập vai một cách xuất sắc nhất, Jackman sụt mất 15 pound (gần 7 kg) để trở nên hốc hác và tiều tụy cho phân cảnh ra tù rồi lại tiếp tục tăng lên 30 pound (khoảng 13 kg) cho phân cảnh trở thành thị trưởng.[16] Anh tránh uống cà phê, ngậm kẹo Ricola thông cổ, mỗi ngày phải giữ ấm cho cơ thể ít nhất 15 phút, uống bảy lít nước với tiêu chí càng nhiều càng tốt, tắm hơi ba lần một ngày, tắm nước lạnh và sử dụng một chiếc khăn ướt đắp lên khuôn mặt của mình trong khi ngủ. Đạo diễn Trevor Nunn đảm nhiệm phần nhạc kịch cho bộ phim đã huấn luyện Jackman cho vai diễn này[17] và nhạc sĩ Joan Lader giúp Jackman mở rộng khả năng thanh nhạc của anh. Joan Lader cho biết Jackman sở hữu tông giọng Baritone (giọng nam trung) khỏe khoắn, có thể lên đến Tenor (giọng nam cao).[18]
- Russell Crowe - nam diễn viên từng giành một giải Oscar vào vai Javert - viên thanh tra cảnh sát thiên về lý tính và có một cách nhìn nhận thế giới quan này rất khắt khe và đầy cực đoan. Javert luôn bị ám ảnh với việc phải bắt cho bằng được Jean Valjean cho bằng được.[15] Ban đầu Crowe không hài lòng về nhân vật phản diện này. Mãi đến khi trên đường tới Châu Âu tham dự đám cưới một người bạn cũ, Crowe đến Luân Đôn để gặp gỡ nhà sản xuất Cameron Mackintosh. Trong cuộc họp với Tom Hooper, anh nói với đạo diễn về mối quan tâm đặc biệt của mình dành cho nhân vật Javert, sau cuộc gặp, Crowe cho biết: "Tôi sẽ xuất hiện trong dự án bộ phim với vai nhà thanh tra Javert. Tôi nghĩ nhân vật này chất chứa một điều gì đó trong niềm đam mê của Tom, cậu ấy hiểu rõ hơn ai hết về những gì mình phải làm, những vấn đề và thách thức phía trước."[19] Hôm thăm nhà của đại văn hào Victor Hugo ở Paris, Crowe nói: "(Người phụ trách của nhà) nói với tôi về Vidocq (thám tử Eugene Francois của thế kỷ 19), một người đàn ông vừa là một tù nhân bị khổ đày trong quá khứ và cũng là một viên cảnh sát xuất sắc, người đã có công trong việc phát minh ra công việc cảnh sát ngầm khi ông thành lập lữ đoàn Surete." [16]
- Anne Hathaway - nữ diễn viên xinh đẹp sau này giành được giải Oscar cho chính vai diễn của mình - nàng Fantine còn Amanda Seyfried vào vai Cosette (trưởng thành).[20][21][22] Fantine là một công nhân trong nhà máy của Jean Valjean bị gã đốc công đuổi việc một cách vô lý. Cô phải hành nghề mại dâm, bán răng, bán tóc để có tiền nuôi cô con gái ngoài giá thú - Cosette. Cô bé sống và phải làm việc quần quật suốt ngày như một đứa hầu ở nhà trọ của mụ Thénardier mãi cho đến khi Valjean đến và chuộc cô bé từ tay mụ.

Trong buổi thử vai, Hathaway mất gần ba tiếng trò chuyện với đạo diễn Hooper và sau đó là một tháng trời đằng đẵng mong ngóng để được góp mặt vào câu chuyện lịch sử của Hugo trên màn ảnh rộng. Khi chính thức được chọn, Hathaway thổ lộ: "Hồi đó có nhiều sự phản đối vì độ tuổi của tôi không phù hợp cho vai diễn, không đủ lớn cho vai Fantine mà cũng không đủ trẻ cho vai Cosette. Nhưng tôi thật sự muốn được đóng vai này." Còn khi được hỏi về nhân vật của mình, Seyfried cho biết: "Cosette là nguồn sáng, là biểu tượng của tình yêu, sự hy vọng trong thảm kịch này. Vì vậy nhiệm vụ của tôi là phải khắc họa được một cô bé với cuộc đời đầy bất hạnh nhưng luôn có nghị lực và niềm tin phi thường vào cuộc sống trong khoảng thời gian ngắn nhất có thể. Đó quả là một vai diễn tuyệt vời dành cho tôi." Một huấn luyện viên có nhiệm vụ giúp đỡ hai nữ diễn viên cải thiện khả năng thanh nhạc khi hát trực tiếp trước máy quay. Vai diễn Cossette lúc còn là một đứa trẻ do cô bé Isabelle Allen đảm nhận. Tài năng diễn xuất của Isabelle Allen được chuyên gia Jeremy Taylor (làm việc tại Nhà hát Quốc gia âm nhạc thanh niên - một tổ chức nghệ thuật ở Luân Đôn nước Anh) phát hiện sau khi ông theo dõi cô bé hóa thân thành một cậu bé què trong một vở kịch nhỏ ở trường học. Sau đó, ông Jeremy Taylor đã động viên và hỗ trợ cha mẹ Isabelle Allen đưa cô bé đi thử vai cho bộ phim. Chia sẻ về khoảnh khắc biết mình được nhận vai, Isabelle Allen cho biết: "Khi cháu biết mình được chọn, cháu rất vui mừng. Cháu cứ nhảy lên nhảy xuống trên giường. Nhưng rồi cháu cũng hơi sợ và lo lắng, bởi vì cháu không biết sẽ phải làm những gì" và trong ngày bấm máy quay làm việc với đoàn diễn viên kì cựu nhất nhì của Hollywood, Allen tâm sự: "Tất cả những người nổi tiếng đều rất tốt bụng, luôn giúp đỡ để cháu cảm thấy thoải mái nhất. Chú Russell Crowe thân thiện nhưng cũng rất nghiêm khắc, chị Amanda Seyfried lúc nào cũng động viên cháu..."
- Eddie Redmayne vào vai Marius Pontmercy - một anh chàng sinh viên quý tộc theo cách mạng chịu sống một cuộc đời nghèo khổ, anh là người bạn thân với cô con gái của mụ Thénardier - Éponine nhưng lại đem lòng thương mến nàng Cosette.[28][29][30] Redmayne nhận thấy tầm nhìn diễn viên của đạo diễn Hooper "vô cùng hữu ích". Trong quá trình hợp tác với Hooper, Redmayne cho biết: "Anh ấy (Hooper) là người vô cùng có tính hợp tác. Chắc chắn trong quá trình diễn tập, chúng tôi ngồi với Tom và cuốn sách của Victor Hugo sẽ được bổ sung vài thứ."[31] Redmayne đề nghị đạo diễn Hooper rằng bài hát mà anh sẽ thể hiện - "Empty Chairs at Empty Tables" nên bắt đầu bằng một đoạn hát mộc (không hỗ trợ nhạc nền) để khung cảnh trông cô đơn buồn tẻ và tạo nên khao khát để thể hiện nhân vật Marius tốt hơn.
- Sacha Baron Cohen và Helena Bonham Carter (nữ diễn viên nổi tiếng với những bộ phim đạt doanh thu cao nhất nhì hàng năm từng được đề cử giải Oscar hai lần) vào vai hai vợ chồng nhà Thénardier - một gia đình chủ quán trọ độc ác chuyên móc túi và lừa đảo khách trọ.[32][33][34] Đạo diễn Tom Hooper trước đây đã từng cộng tác với Bonham Carter trong The King's Speech - bộ phim cô đóng vai Nữ hoàng Elizabeth.[35] Ngoài ra, hai diễn viên cũng từng đóng vai chính trong bộ phim chuyển thể từ vở nhạc kịch cùng tên ăn khách - Sweeney Todd: Con Quỷ Cắt Tóc Ở Đường Fleet. Khi nam diễn viên Baron Cohen nhận vai phản diện Thénardier, anh đã phải từ bỏ một vai diễn trong bộ phim Django Unchained.[36]
- Samantha Barks vào vai Éponine - cô con gái duy nhất của hai vợ chồng nhà Thénardier.[37] Cô yêu say đắm Marius nhưng anh lại chẳng biết gì về tình cảm của cô. Trong cuộc nổi dậy của những nhân dân cần lao thuộc đảng cộng hòa ở Paris vào năm 1832, cô bị bắn chết trước bởi lính quân đội Pháp. Trong vở nhạc kịch, Éponine là người đã đưa Jean Valjean lên thiên đường nhưng trong bộ phim thì chính nàng Fantine đảm nhận việc này. Samantha Barks là diễn viên nhạc kịch thực thụ duy nhất trong dàn diễn viên và từng đảm nhiệm chính vai Éponine trong buổi hòa nhạc Les Misérables kỷ niệm lần thứ 25 ở nhà hát West End. Barks cho biết: "Mặc dù cùng là một nhân vật nhưng Éponine trong tiểu thuyết và Éponine trong vở nhạc kịch là hai người khác nhau, do đó thực sự rất hồi hộp vì tôi cảm thấy mình phải sáp nhập cả hai dạng của Éponine này lại với nhau mà vẫn giữ vững giá trị của trái tim và tâm hồn - nơi chúng ta có thể kết nối với nhau để đến với âm nhạc, với cô gái trẻ vụng về tự ti của cuốn tiểu thuyết, cố gắng kết hợp cả hai lại với nhau." Cô miêu tả Jackman là một người "ở ngoài đời rất điềm đạo nhưng khi hô "diễn" thì anh nhập vai một cách xuất thần".[38]
- Aaron Tveit đảm nhận vai Enjolras - lãnh đạo của nhóm Les Amis de l'ABC (Những người bạn của ABC). Mong mỏi được đóng vai Marius, Tveit đã gửi một đoạn băng thử giọng trong đó anh hát hai bài "Empty Chairs at Empty Tables" và "In My Life". Trước đây, anh chưa bao giờ xem vở nhạc kịch cho đến khi các nhà làm phim tiếp cận anh về dự án này. Anh cũng cho biết: "Một khi tôi càng ngày càng thông suốt kịch bản và đến khi đọc xong cuốn tiểu thuyết, tôi đã như "Wow đây thực sự, thực sự là một vai diễn tuyệt vời", và tôi dần cảm thấy Enjolras là một vai diễn phù hợp với mình." Tveit cho biết thêm trong quá trình quay phim, anh "gần như muốn rã rời chân tay, nó như một cuộc chạy đua nước rút".[39]
- Colm Wilkinson và Frances Ruffelle - hai trong số diễn viên ban đầu tham gia diễn xuất trên sân khấu Broadway và nhà hát West End phiên bản tiếng Anh của vở diễn Les Misérables (lần lượt trong vai Jean Valjean và Éponine) cũng xuất hiện trong bộ phim. Wilkinson đóng vai Bishop Myriel trong khi Ruffelle vào vai một cô gái điếm.[40] Hadley Fraser - ngôi sao nổi tiếng của nhà hát West End, trước đó đã từng vào vai Grantaire (một thành viên trong nhóm Les Amis de l'ABC) trong buổi hòa nhạc kỷ niệm lần thứ 25 và vai Valjean tại nhà hát West End cũng tham gia vào bộ phim với vai Tổng chỉ huy quân đội, đây là lực lượng đã phá tan cuộc nổi dậy của những nhân dân thuộc đảng cộng hòa ở Paris vào năm 1832. Một ngôi sao khác của West End là Gina Beck xuất hiện trong phim với vai trò khách mời, cô là một trong tám người phụ nữ hát bài "Turning Women" - phân cảnh nàng Fantine (Hathaway) vào một khu ổ chuột (khu vực hành nghề của những cô gái ngủ hoang) để bán tóc, bán răng kiếm tiền nuôi đứa con gái. Nam diễn viên Michael Jibson đóng vai người quản đốc của nhà máy - nơi Fantine làm việc rồi sau đó bị người quản đốc này sa thải vô lý.[41]
- Một số nam diễn viên khác trong đoàn phim sản xuất của nhà hát West End cũng xuất hiện trong vai các thành viên của hội sinh viên (hội Les Amis de l'ABC), trong đó nam diễn viên George Blagden vào vai Grantaire;[42] Killian Donnelly vai Combeferre; Fra Fee vai Courfeyrac; Alistair Brammer vai Jean Prouvaire; Hugh Skinner vai Joly,[43] Gabriel Vick vai Feuilly;[44] Iwan Lewis vai Bahorel và Stuart Neal vai Lesgles. George Blagden được chọn vào vai diễn trong tháng 1 năm 2012.[45] Một số diễn viên sân khấu khác như Hannah Waddingham, Daniel Evans và Kerry Ellis cũng có một vai diễn nhỏ trong bộ phim.[34][46]

## Bài nhạc
| STT | Tên bài                         | Nghệ sĩ             |
| --- | ------------------------------- | ------------------- |
| 1   | Look Down                       | Hugh Jackman        |
| 2   | The Bishop                      | Colm Wilkinson      |
| 3   | Valjean’s Soliloquy             | Hugh Jackman        |
| 4   | At the End of the Day           | Hugh Jackman        |
| 5   | I Dreamed a Dream               | Anne Hathaway       |
| 6   | The Confrontation               | Hugh Jackman        |
| 7   | Castle on a Cloud               | Isabelle Allen      |
| 8   | Master of the House             | Sacha Baron Cohen   |
| 9   | Suddenly                        | Hugh Jackman        |
| 10  | Stars                           | Russell Crowe       |
| 11  | ABC Café/Red & Black            | Eddie Redmayne      |
| 12  | In My Life/A Heart Full of Love | Amanda Seyfried     |
| 13  | On My Own                       | Samantha Barks      |
| 14  | One Day More                    | Les Misérables Cast |
| 15  | Drink With Me                   | Aaron Tveit         |
| 16  | Bring Him Home                  | Hugh Jackman        |
| 17  | The Final Battle                | Les Misérables Cast |
| 18  | Javert’s Suicide                | Russell Crowe       |
| 19  | Empty Chairs At Empty Tables    | Eddie Redmayne      |
| 20  | Epilogue                        | Les Misérables Cast |

## Giải thưởng
| Giải thưởng                                           | Ngày trao giải       | Hạng mục                                               | Đề cử cho                                                                                    | Kết quả   | Nguồn  |
| ----------------------------------------------------- | -------------------- | ------------------------------------------------------ | -------------------------------------------------------------------------------------------- | --------- | ------ |
| Giải Oscar                                            | 24 tháng 2 năm 2013  | Phim hay nhất                                          | Tim Bevan, Eric Fellner, Debra Hayward và Cameron Mackintosh                                 | Đề cử     | [ 47 ] |
| Giải Oscar                                            | 24 tháng 2 năm 2013  | Nam diễn viên chính xuất sắc nhất                      | Hugh Jackman                                                                                 | Đề cử     | [ 47 ] |
| Giải Oscar                                            | 24 tháng 2 năm 2013  | Nữ diễn viên phụ xuất sắc nhất                         | Anne Hathaway                                                                                | Đoạt giải | [ 47 ] |
| Giải Oscar                                            | 24 tháng 2 năm 2013  | Ca khúc trong phim hay nhất                            | "Suddenly" (sản xuất bởi Claude-Michel Schönberg, lời của Herbert Kretzmer và Alain Boublil) | Đề cử     | [ 47 ] |
| Giải Oscar                                            | 24 tháng 2 năm 2013  | Thiết kế trang phục xuất sắc nhất                      | Paco Delgado                                                                                 | Đề cử     | [ 47 ] |
| Giải Oscar                                            | 24 tháng 2 năm 2013  | Hóa trang xuất sắc nhất                                | Lisa Westcott và Julie Dartnell                                                              | Đoạt giải | [ 47 ] |
| Giải Oscar                                            | 24 tháng 2 năm 2013  | Hòa âm hay nhất                                        | Andy Nelson, Mark Paterson và Simon Hayes                                                    | Đoạt giải | [ 47 ] |
| Giải Oscar                                            | 24 tháng 2 năm 2013  | Chỉ đạo nghệ thuật xuất sắc nhất                       | Eve Stewart và Anna Lynch-Robinson                                                           | Đề cử     | [ 47 ] |
| Viện phim Mỹ                                          | 11 tháng 1 năm 2013  | Phim của năm                                           | Phim của năm                                                                                 | Đoạt giải | [ 48 ] |
| Giải thưởng phim quốc tế AACTA                        | 28 tháng 1 năm 2013  | Phim xuất sắc nhất                                     | Tim Bevan, Eric Fellner, Debra Hayward và Cameron Mackintosh                                 | Đề cử     | [ 49 ] |
| Giải thưởng phim quốc tế AACTA                        | 28 tháng 1 năm 2013  | Nam diễn viên chính xuất sắc nhất                      | Hugh Jackman                                                                                 | Đề cử     | [ 49 ] |
| Giải BAFTA                                            | 10 tháng 2 năm 2013  | Phim xuất sắc nhất                                     |                                                                                              | Đề cử     | [ 50 ] |
| Giải BAFTA                                            | 10 tháng 2 năm 2013  | Nam diễn viên chính xuất sắc nhất                      | Hugh Jackman                                                                                 | Đề cử     | [ 50 ] |
| Giải BAFTA                                            | 10 tháng 2 năm 2013  | Nữ diễn viên phụ xuất sắc nhất                         | Anne Hathaway                                                                                | Đoạt giải | [ 50 ] |
| Giải BAFTA                                            | 10 tháng 2 năm 2013  | Thuật quay phim xuất sắc nhất                          | Danny Cohen                                                                                  | Đề cử     | [ 50 ] |
| Giải BAFTA                                            | 10 tháng 2 năm 2013  | Thiết kế trang phục xuất sắc nhất                      | Paco Delgado                                                                                 | Đề cử     | [ 50 ] |
| Giải BAFTA                                            | 10 tháng 2 năm 2013  | Hóa trang xuất sắc nhất                                | Lisa Westcott                                                                                | Đoạt giải | [ 50 ] |
| Giải BAFTA                                            | 10 tháng 2 năm 2013  | Âm thanh xuất sắc nhất                                 | Simon Hayes, Andy Nelson, Mark Paterson, Jonathan Allen, Lee Walpole và John Warhurst        | Đoạt giải | [ 50 ] |
| Giải BAFTA                                            | 10 tháng 2 năm 2013  | Chỉ đạo nghệ thuật xuất sắc nhất                       | Eve Stewart và Anna Lynch-Robinson                                                           | Đoạt giải | [ 50 ] |
| Giải Lựa chọn của giới phê bình điện ảnh              | 10 tháng năm 2013    | Phim hay nhất                                          | Phim hay nhất                                                                                | Đề cử     | [ 51 ] |
| Giải Lựa chọn của giới phê bình điện ảnh              | 10 tháng năm 2013    | Dàn diễn viên diễn xuất tốt nhất                       | Dàn diễn viên của Les Misérables                                                             | Đề cử     | [ 51 ] |
| Giải Lựa chọn của giới phê bình điện ảnh              | 10 tháng năm 2013    | Nam diễn viên chính xuất sắc nhất                      | Hugh Jackman                                                                                 | Đề cử     | [ 51 ] |
| Giải Lựa chọn của giới phê bình điện ảnh              | 10 tháng năm 2013    | Nữ diễn viên phụ xuất sắc nhất                         | Anne Hathaway                                                                                | Đoạt giải | [ 51 ] |
| Giải Lựa chọn của giới phê bình điện ảnh              | 10 tháng năm 2013    | Đạo diễn xuất sắc nhất                                 | Tom Hooper                                                                                   | Đề cử     | [ 51 ] |
| Giải Lựa chọn của giới phê bình điện ảnh              | 10 tháng năm 2013    | Ca khúc trong phim hay nhất                            | "Suddenly"                                                                                   | Đề cử     | [ 51 ] |
| Giải Lựa chọn của giới phê bình điện ảnh              | 10 tháng năm 2013    | Thuật chiếu phim xuất sắc nhất                         | Danny Cohen                                                                                  | Đề cử     | [ 51 ] |
| Giải Lựa chọn của giới phê bình điện ảnh              | 10 tháng năm 2013    | Chỉ đạo nghệ thuật xuất sắc nhất                       | Eve Stewart và Anna Lynch-Robinson                                                           | Đề cử     | [ 51 ] |
| Giải Lựa chọn của giới phê bình điện ảnh              | 10 tháng năm 2013    | Biên tập xuất sắc nhất                                 | Chris Dickens                                                                                | Đề cử     | [ 51 ] |
| Giải Lựa chọn của giới phê bình điện ảnh              | 10 tháng năm 2013    | Thiết kế trang phục xuất sắc nhất                      | Paco Delgado                                                                                 | Đề cử     | [ 51 ] |
| Giải Lựa chọn của giới phê bình điện ảnh              | 10 tháng năm 2013    | Hóa trang xuất sắc nhất                                | Lisa Westcott                                                                                | Đoạt giải | [ 51 ] |
| Hiệp hội phê bình phim Chicago                        | 17 tháng 12 năm 2012 | Nữ diễn viên phụ xuất sắc nhất                         | Anne Hathaway                                                                                | Đề cử     | [ 52 ] |
| Hiệp hội phê bình phim Chicago                        | 17 tháng 12 năm 2012 | Chỉ đạo nghệ thuật xuất sắc nhất                       | Eve Stewart và Anna Lynch-Robinson                                                           | Đề cử     | [ 52 ] |
| Hiệp hội phê bình phim Chicago                        | 17 tháng 12 năm 2012 | Thành tích triển vọng nhất                             | Samantha Barks                                                                               | Đề cử     | [ 52 ] |
| Giải Liên hoan đạo diễn phim Mỹ                       | 2 tháng 2 năm 2013   | Thành tựu của đạo diễn xuất sắc nhất trong phim        | Tom Hooper                                                                                   | Đề cử     |        |
| Giải Quả cầu vàng                                     | 13 tháng 1 năm 2013  | Phim ca nhạc hoặc phim hài hay nhất                    | Phim ca nhạc hoặc phim hài hay nhất                                                          | Đoạt giải | [ 53 ] |
| Giải Quả cầu vàng                                     | 13 tháng 1 năm 2013  | Nam diễn viên phim ca nhạc hoặc phim hài xuất sắc nhất | Hugh Jackman                                                                                 | Đoạt giải | [ 53 ] |
| Giải Quả cầu vàng                                     | 13 tháng 1 năm 2013  | Nữ diễn viên phim ca nhạc hoặc phim hài xuất sắc nhất  | Anne Hathaway                                                                                | Đoạt giải | [ 53 ] |
| Giải Quả cầu vàng                                     | 13 tháng 1 năm 2013  | Kịch bản xuất sắc nhất                                 | "Suddenly"                                                                                   | Đề cử     | [ 53 ] |
| Liên hoan phim Hollywood                              | 23 tháng 10 năm 2012 | Đoạn video giới thiệu xuất sắc nhất                    | Erin Wyatt                                                                                   | Đoạt giải | [ 54 ] |
| Liên hoan phim Hollywood                              | 23 tháng 10 năm 2012 | Nhà sản xuất của năm                                   | Tim Bevan, Eric Fellner, Debra Hayward và Cameron Mackintosh                                 | Đoạt giải | [ 54 ] |
| Liên hoan phim Hollywood                              | 23 tháng 10 năm 2012 | Giải thưởng nổi bật                                    | Samantha Barks                                                                               | Đoạt giải | [ 54 ] |
| Hiệp hội phê bình phim Houston                        | 5 tháng 1 năm 2013   | Phim xuất sắc nhất                                     | Phim xuất sắc nhất                                                                           | Đề cử     |        |
| Hiệp hội phê bình phim Houston                        | 5 tháng 1 năm 2013   | Đạo diễn xuất sắc nhất                                 | Tom Hooper                                                                                   | Đề cử     |        |
| Hiệp hội phê bình phim Houston                        | 5 tháng 1 năm 2013   | Nam diễn viên chính xuất sắc nhất                      | Hugh Jackman                                                                                 | Đề cử     |        |
| Hiệp hội phê bình phim Houston                        | 5 tháng 1 năm 2013   | Nữ diễn viên phụ xuất sắc nhất                         | Anne Hathaway                                                                                | Đoạt giải |        |
| Hiệp hội phê bình phim Houston                        | 5 tháng 1 năm 2013   | Thuật chiếu phim xuất sắc nhất                         | Danny Cohen                                                                                  | Đề cử     |        |
| Hiệp hội phê bình phim Houston                        | 5 tháng 1 năm 2013   | Ca khúc trong phim hay nhất                            | "Suddenly"                                                                                   | Đoạt giải |        |
| Giải thưởng phê bình phim Lancashire lần thứ 5        | 30 tháng 3 năm 2013  | Phim xuất sắc nhất                                     |                                                                                              | Đoạt giải | [ 55 ] |
| Giải thưởng phê bình phim Lancashire lần thứ 5        | 30 tháng 3 năm 2013  | Đạo diễn xuất sắc nhất                                 | Tom Hooper                                                                                   | Đoạt giải | [ 55 ] |
| Hiệp hội phê bình phim London                         | 20 tháng 1 năm 2013  | Phim của năm                                           | Phim của năm                                                                                 | Đề cử     |        |
| Hiệp hội phê bình phim London                         | 20 tháng 1 năm 2013  | Nam diễn viên chính của năm                            | Hugh Jackman                                                                                 | Đề cử     |        |
| Hiệp hội phê bình phim London                         | 20 tháng 1 năm 2013  | Nữ diễn viên phụ của năm                               | Anne Hathaway                                                                                | Đoạt giải |        |
| Hiệp hội phê bình phim London                         | 20 tháng 1 năm 2013  | Màn trình diễn diễn viên nhỏ tuổi của năm              | Samantha Barks                                                                               | Đề cử     |        |
| Hiệp hội phê bình phim Los Angeles                    | 9 tháng 12 năm 2012  | Nữ diễn viên phụ xuất sắc nhất                         | Anne Hathaway (cũng được đề cử trong The Dark Knight Rises)                                  | Đề cử     |        |
| Giải Điện ảnh của MTV                                 | 14 tháng 4 năm 2013  | Màn trình diễn vai nữ chính xuất sắc nhất              | Anne Hathaway                                                                                | Đề cử     | [ 56 ] |
| Giải Điện ảnh của MTV                                 | 14 tháng 4 năm 2013  | Màn trình diễn đột phá xuất sắc nhất                   | Eddie Redmayne                                                                               | Đề cử     | [ 56 ] |
| Giải Điện ảnh của MTV                                 | 14 tháng 4 năm 2013  | Giây phút âm nhạc xuất sắc nhất                        | Anne Hathaway                                                                                | Đề cử     | [ 56 ] |
| Giải thưởng của Hội phê bình phim New York            | 3 tháng 12 năm 2012  | Nữ diễn viên phụ xuất sắc nhất                         | Anne Hathaway (cũng được đề cử trong The Dark Knight Rises)                                  | Đề cử     |        |
| Giải thưởng của Hội phê bình phim New York trực tuyến | 3 tháng 12 năm 2012  | Phim của năm                                           | Phim của năm                                                                                 | Đoạt giải |        |
| Giải thưởng của Hội phê bình phim New York trực tuyến | 3 tháng 12 năm 2012  | Nữ diễn viên phụ xuất sắc nhất                         | Anne Hathaway                                                                                | Đoạt giải |        |
| Giải nhà sản xuất phim Mỹ                             | 26 tháng 1 năm 2013  | Sân khấu điện ảnh xuất sắc nhất                        | Tim Bevan, Eric Fellner, Debra Hayward và Cameron Mackintosh                                 | Đề cử     | [ 57 ] |
| Giải truyền hình qua vệ tinh                          | 16 tháng 12 năm 2012 | Phim xuất sắc nhất                                     | Phim xuất sắc nhất                                                                           | Đề cử     | [ 58 ] |
| Giải truyền hình qua vệ tinh                          | 16 tháng 12 năm 2012 | Dàn diễn viên xuất sắc nhất                            | Dàn diễn viên của Les Misérables                                                             | Đoạt giải | [ 58 ] |
| Giải truyền hình qua vệ tinh                          | 16 tháng 12 năm 2012 | Nam diễn viên chính xuất sắc nhất                      | Hugh Jackman                                                                                 | Đề cử     | [ 58 ] |
| Giải truyền hình qua vệ tinh                          | 16 tháng 12 năm 2012 | Nam diễn viên phụ xuất sắc nhất                        | Eddie Redmayne                                                                               | Đề cử     | [ 58 ] |
| Giải truyền hình qua vệ tinh                          | 16 tháng 12 năm 2012 | Nữ diễn viên phụ xuất sắc nhất                         | Anne Hathaway                                                                                | Đoạt giải | [ 58 ] |
| Giải truyền hình qua vệ tinh                          | 16 tháng 12 năm 2012 | Nữ diễn viên phụ xuất sắc nhất                         | Samantha Barks                                                                               | Đề cử     | [ 58 ] |
| Giải truyền hình qua vệ tinh                          | 16 tháng 12 năm 2012 | Sản xuất và chỉ đạo nghệ thuật xuất sắc nhất           | Eve Stewart và Anna Lynch-Robinson                                                           | Đề cử     | [ 58 ] |
| Giải truyền hình qua vệ tinh                          | 16 tháng 12 năm 2012 | Thiết kế trang phục xuất sắc nhất nhất                 | Paco Delgado                                                                                 | Đề cử     | [ 58 ] |
| Giải truyền hình qua vệ tinh                          | 16 tháng 12 năm 2012 | Biên tập xuất sắc nhất nhất                            | Chris Dickens                                                                                | Đề cử     | [ 58 ] |
| Giải truyền hình qua vệ tinh                          | 16 tháng 12 năm 2012 | Ca khúc trong phim hay nhất                            | "Suddenly"                                                                                   | Đoạt giải | [ 58 ] |
| Giải truyền hình qua vệ tinh                          | 16 tháng 12 năm 2012 | Hiệu ứng âm thanh xuất sắc nhất                        | John Warhurst, Lee Walpole và Simon Hayes                                                    | Đoạt giải | [ 58 ] |
| Giải Sao Thổ                                          | 26 tháng 6 năm 2013  | Phim hành động/mạo hiểm hay nhất                       | Phim hành động/mạo hiểm hay nhất                                                             | Đề cử     | [ 59 ] |
| Giải Sao Thổ                                          | 26 tháng 6 năm 2013  | Nam diễn viên chính xuất sắc nhất                      | Hugh Jackman                                                                                 | Đề cử     | [ 59 ] |
| Giải Sao Thổ                                          | 26 tháng 6 năm 2013  | Nữ diễn viên phụ xuất sắc nhất                         | Anne Hathaway                                                                                | Đề cử     | [ 59 ] |
| Giải Sao Thổ                                          | 26 tháng 6 năm 2013  | Diễn viên trẻ xuất sắc nhất                            | Daniel Huttlestone                                                                           | Đề cử     | [ 59 ] |
| Giải Sao Thổ                                          | 26 tháng 6 năm 2013  | Trang phục đẹp nhất                                    | Paco Delgado                                                                                 | Đoạt giải | [ 59 ] |
| Giải Sao Thổ                                          | 26 tháng 6 năm 2013  | Thiết kế sản xuất xuất sắc nhất                        | Eve Stewart                                                                                  | Đề cử     | [ 59 ] |
| Giải thưởng của Hội Diễn viên Điện ảnh                | 27 tháng 1 năm 2013  | Màn trình diễn vượt trội của dàn diễn viên trong phim  | Dàn diễn viên của Les Misérables                                                             | Đề cử     | [ 60 ] |
| Giải thưởng của Hội Diễn viên Điện ảnh                | 27 tháng 1 năm 2013  | Nam diễn viên chính xuất sắc nhất                      | Hugh Jackman                                                                                 | Đề cử     | [ 60 ] |
| Giải thưởng của Hội Diễn viên Điện ảnh                | 27 tháng 1 năm 2013  | Nữ diễn viên phụ xuất sắc nhất                         | Anne Hathaway                                                                                | Đoạt giải | [ 60 ] |
| Giải thưởng của Hội Diễn viên Điện ảnh                | 27 tháng 1 năm 2013  | Diễn viên đóng thế xuất sắc nhất                       | Diễn viên đóng thế xuất sắc nhất                                                             | Đề cử     | [ 60 ] |
| Hiệp hội các nhà phê bình phim Washington D.C.        | 10 tháng 12 năm 2012 | Phim xuất sắc nhất                                     | Phim xuất sắc nhất                                                                           | Đề cử     | [ 61 ] |
| Hiệp hội các nhà phê bình phim Washington D.C.        | 10 tháng 12 năm 2012 | Diễn xuất cảnh hành động xuất sắc nhất                 | Dàn diễn viên của Les Misérables                                                             | Đoạt giải | [ 61 ] |
| Hiệp hội các nhà phê bình phim Washington D.C.        | 10 tháng 12 năm 2012 | Đạo diễn xuất sắc nhất                                 | Hugh Jackman                                                                                 | Đề cử     | [ 61 ] |
| Hiệp hội các nhà phê bình phim Washington D.C.        | 10 tháng 12 năm 2012 | Nữ diễn viên phụ xuất sắc nhất                         | Samantha Barks                                                                               | Đề cử     | [ 61 ] |
| Hiệp hội các nhà phê bình phim Washington D.C.        | 10 tháng 12 năm 2012 | Nữ diễn viên phụ xuất sắc nhất                         | Anne Hathaway                                                                                | Đoạt giải | [ 61 ] |
| Hiệp hội các nhà phê bình phim Washington D.C.        | 10 tháng 12 năm 2012 | Đạo diễn xuất sắc nhất                                 | Tom Hooper                                                                                   | Đề cử     | [ 61 ] |
| Hiệp hội các nhà phê bình phim Washington D.C.        | 10 tháng 12 năm 2012 | Chỉ đạo nghệ thuật xuất sắc nhất                       | Eve Stewart và Anna Lynch-Robinson                                                           | Đề cử     | [ 61 ] |
| Hiệp hội các nhà phê bình phim Washington D.C.        | 10 tháng 12 năm 2012 | Thuật chiếu phim xuất sắc nhất                         | Danny Cohen                                                                                  | Đề cử     | [ 61 ] |
| Giải nghệ sĩ trẻ tuổi                                 | 5 tháng 5 năm 2013   | Nam diễn viên phụ trẻ tuổi xuất sắc nhất               | Daniel Huttlestone                                                                           | Đề cử     | [ 62 ] |
| Giải nghệ sĩ trẻ tuổi                                 | 5 tháng 5 năm 2013   | Nữ diễn viên phụ trẻ tuổi xuất sắc nhất                | Isabelle Allen                                                                               | Đoạt giải | [ 62 ] |